# 费利蒙站
费利蒙站（英語：Fremont station），是舊金山灣區捷運位于美国旧金山湾区佛利蒙的一个车站。BART线路橙线和绿线停靠本站。本站于1972年9月11日启用 曾是线路的一端尽头站，直到2017年延伸段开通。